# Saint-Loup (Charente-Maritime)
Saint-Loup település Franciaországban, Charente-Maritime megyében. Lakosainak száma 312 fő (2022. január 1.). Saint-Loup Annezay, Chantemerle-sur-la-Soie, Landes, Nachamps, Puyrolland és Tonnay-Boutonne községekkel határos.

## Népesség
A település népessége az elmúlt években az alábbi módon változott:
| Lakosok száma | 327  | 252  | 274  | 270  | 326  | 319  | 303  | 306  | 309  | 312  |
|               | 1968 | 1982 | 1990 | 2006 | 2013 | 2015 | 2017 | 2019 | 2020 | 2022 |